# Подистов, Андрей Владимирович
Андре́й Владимирович Поди́стов (род. 10 сентября 1957) — российский писатель. В настоящем соведущий Литературного клуба в Центре Детского Юношеского Творчества в г. Новосибирске.

## Биография
Родился в  10 сентября 1957 г. во Ржеве, детство провел в Омской области, в настоящее время проживает в Новосибирске. В 1984 г. окончил филологический факультет новосибирского педагогического института. Работал в школе, в НИИ растениеводства, был журналистом в газетах «Молодость Сибири», «Транссиб», заместителем редактора газеты «Рост», журнала «Его величество», редактором газет «Рикки-Тикки-Тави», «Мой дом». Печататься начал как юморист – в сборнике «С шуткой наголо» (начало 1990-х) вышло несколько рассказов. Редактор газеты «Француженка» в новосибирской школе № 162 до 2010 г. В настоящем соведущий литературного клуба Центра Детского Юношеского Творчества в г. Новосибирске. В писательском портфолио – юмористические и фантастические рассказы, сказочные повести, фантастические детективы для взрослых. Публиковался в журналах «Порог», «Уральский следопыт», «Костер», «Миша», «Новосибирск», «Замысел». В 2007 г. выпустил книгу – мистический детектив «Игры с Танатосом».
С апреля 2008 года участник  литературного семинара Геннадия Прашкевича.
С ноября 2013 является членом Новосибирского Союза Писателей.
Женат на Ларисе Подистовой, у них есть дочь Инна Подистова.